# Richard Schröder (jardinier)
Richard Ivanovitch Schröder (en russe : Ри́хард Ива́нович Шре́дер), né en 1822 et mort le 25 avril (8 mai) 1903 à Moscou, est un jardinier, botaniste et sélectionneur sujet de l'Empire russe d'origine allemande. Il fut fameux en son temps pour la publication en Russie de nombreux ouvrages consacrés au jardinage et notamment aux vergers et aux arbres fruitiers. Il est surnommé le « patriarche du jardinage russe ».

## Biographie
Schröder naît dans le Jutland germanophone et étudie à Copenhague à l'école de jardinage du jardin botanique de Copenhague, puis il enseigne et devient jardinier à la Société de jardinage du Jutland. Il émigre Russie à la fin des années 1840 et s'installe à Saint-Pétersbourg, où il devient jardinier-en-chef de l'institut forestier et s'investit dans la réalisation d'un arboretum et dans l'acclimatation d'essences exotiques, ainsi que dans la naturalisation d'arbres et d'arbrisseaux. Ses travaux lui valent une grande renommée chez les spécialistes.
Quand la Société russe de jardinage est fondée dans la capitale impériale à la fin des années 1860, Schröder y prend une large part et commence à publier de nombreux articles sur les plantes décoratives dans la revue éditée par la Société: Le Messager du jardinage (Вестник садоводства). Il s'installe à Moscou en 1862 en qualité de jardinier principal et professeur de l'Académie agraire de Moscou, où il travaille plus d'une quarantaine d'années, jusqu'à sa mort. Il y crée un arboretum et laisse une vaste collection de plantes. Il se spécialise également dans l'hybridation. Son fils Richard naît à Moscou en 1867. Il deviendra un agronome fameux.
Il fête son jubilé en 1900 en présence de nombreux botanistes et jardiniers de Russie, d'Europe occidentale et d'Amérique du Nord. Il est membre de plusieurs sociétés savantes et de jardinage.

## Publications
- Огород, питомник и плодовый сад [Le Jardin potager et le verger], 824 pages, rééditée plus de dix fois, dont la dernière en 2008,  (ISBN 978-5-93457-233-5)
- Живая изгородь и лесные опушки [La Haie et la rangée forestière]
- Хмель и его разведение в России и за границей [Le Houblon et sa culture en Russie et à l'étranger]
- Плодоводство [Culture vivrière et Arboriculture fruitière]